# Yuji Kakiuchi
Yuji Kakiuchi (Kanagawa, 31 augustus 1969) is een voormalig Japans voetballer.

## Carrière
Yuji Kakiuchi speelde tussen 1992 en 1998 voor Kyoto Purple Sanga en Albirex Niigata.

## Statistieken
| Japan   | Japan              | Japan            | League | League | Emperor's Cup | Emperor's Cup | J-League Cup | J-League Cup | Totaal | Totaal |
| Seizoen | Club               | League           | Wed.   | Goals  | Wed.          | Goals         | Wed.         | Goals        | Wed.   | Goals  |
| ------- | ------------------ | ---------------- | ------ | ------ | ------------- | ------------- | ------------ | ------------ | ------ | ------ |
| 1992    | Kyoto Shiko        | Football League  | 17     | 1      |               |               | -            | -            | 17     | 1      |
| 1993    | Kyoto Shiko        | Football League  | 15     | 0      | -             | -             | -            | -            | 15     | 0      |
| 1994    | Kyoto Purple Sanga | Football League  | 13     | 0      | 0             | 0             | -            | -            | 13     | 0      |
| 1995    | Kyoto Purple Sanga | Football League  | 16     | 2      | 1             | 0             | -            | -            | 17     | 2      |
| 1996    | Kyoto Purple Sanga | J. League 1      | 1      | 0      | 0             | 0             | 0            | 0            | 1      | 0      |
| 1997    | Albirex Niigata    | Regional Leagues |        |        | 1             | 0             | -            | -            | 1      | 0      |
| 1998    | Albirex Niigata    | Football League  | 28     | 4      | 3             | 0             | -            | -            | 31     | 4      |
| Totaal  | Totaal             | Totaal           | 90     | 7      | 5             | 0             | 0            | 0            | 95     | 7      |